# Nicolaas Havenga

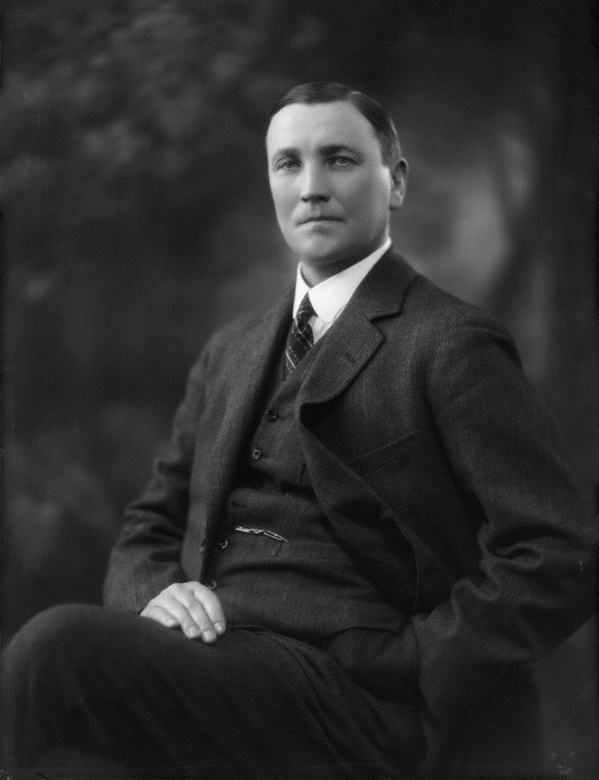
Nicolaas Havenga

Nicolaas Christiaan Havenga (Fauresmith, 1 mei 1882 – Kaapstad, 14 maart 1957) was een Zuid-Afrikaans vicepremier (1948-1954).
Nicolaas Havenga stamde uit een Boerenfamilie. Tijdens de Tweede Boerenoorlog diende hij onder generaal James Barry Munnik Hertzog, die hij zeer bewonderde. Na de Boerenoorlog sloot hij zich aan bij Hertzogs Nasionale Party (later de Verenigde Party). Van 1924 tot 1939 was Havenga minister van Financiën in het kabinet-Hertzog.
In 1939 richtte Havenga de Afrikanerparty op, die zich had afgescheiden van de Verenigde Party. Net als de Gesuiwerde Nasionale Party van Daniel François Malan streefde de Afrikanerparty naar apartheid en was fel anti-Brits. Tijdens de Tweede Wereldoorlog was Havenga voorstander van neutraliteit.
In 1948 sloot de Afrikanerparty een stembusakkoord met de Herenigde Nasionale Party van Malan en gingen beide partijen een lijstverbinding aan. De verkiezingen werden glansrijk door de Afrikanerparty en de Herenigde Nasionale Party (HNP) gewonnen. Daniel François Malan vormde een regering met Havenga als vicepremier en minister van Financiën. In 1953 fuseerde de Afrikanerparty met de HNP tot de Nasionale Party. In 1954 trad Havenga korte tijd op als waarnemend premier. Later trok hij zich uit de politiek terug.